# Gnadendorf
Gnadendorf là một thị xã thuộc huyện Mistelbach trong bang Niederösterreich.